# Zuuraanval (gebit)
Een zuuraanval of 'zuurstoot' is de schadelijke aanval van bacteriën tijdens en direct na het eten op het gebit. De plak op tanden en kiezen wordt door deze bacteriën omgezet in melkzuur met een lage pH-waarde en kan het tandmateriaal aantasten. Dit oplossen van tandweefsel kan ook gebeuren doordat men zuur voedsel tot zich neemt. Dit proces wordt demineralisatie genoemd.
Enige tijd na het eten zal de zuurgraad zich weer normaliseren en kunnen de opgeloste kalkzouten weer neerslaan in het tandweefsel (remineralisatie). Als binnen die tijd weer iets gegeten wordt, krijgt het gebit niet de kans om te herstellen en kunnen gaatjes ontstaan. Is er eenmaal een gaatje ontstaan, dan kan dit niet meer door remineralisatie hersteld worden.